# 미스터 라잇
《미스터 라잇》(영어: Mr. Right)은 2015년 공개된 미국의 로맨틱 액션 코미디 영화이다. 감독은 파코 카베사스이며, 각본은 맥스 랜디스가 맡았다.

## 출연
- 샘 록웰 - 프랜시스 먼치 역
- 애나 켄드릭 - 마사 매케이 역
- 팀 로스 - 하퍼 / 녹스 역
- 제임스 랜슨 - 본카티건 역
- 앤슨 마운트 - 리처드 카티건 역
- 마이클 에클런드 - 조니 문 역
- 케이티 네라 - 소피 역
- RZA - 스티브 역
- 제이든 케인 - 브루스 역
- 크리스토퍼 매슈 쿡 - 개러티 역
- 앨릭 레이미 - 저격수 역